# 1982-es Formula–1 Las Vegas-i nagydíj
A Las Vegas-i nagydíj volt az 1982-es Formula–1 világbajnokság tizenhatodik futama.

## Futam
| Helyezés | #  | Versenyző          | Csapat/Motor    | Körök | Idő/Kiesés oka     | Rajthely | Pontszám |
| -------- | -- | ------------------ | --------------- | ----- | ------------------ | -------- | -------- |
| 1        | 3  | Michele Alboreto   | Tyrrell-Ford    | 75    | 1:41:56,888        | 3        | 9        |
| 2        | 7  | John Watson        | McLaren-Ford    | 75    | + 27,292           | 9        | 6        |
| 3        | 25 | Eddie Cheever      | Ligier-Matra    | 75    | + 56,450           | 4        | 4        |
| 4        | 15 | Alain Prost        | Renault         | 75    | + 1:08,648         | 1        | 3        |
| 5        | 6  | Keke Rosberg       | Williams-Ford   | 75    | + 1:11,375         | 6        | 2        |
| 6        | 5  | Derek Daly         | Williams-Ford   | 74    | + 1 kör            | 14       | 1        |
| 7        | 29 | Marc Surer         | Arrows-Ford     | 74    | + 1 kör            | 17       |          |
| 8        | 4  | Brian Henton       | Tyrrell-Ford    | 74    | + 1 kör            | 19       |          |
| 9        | 22 | Andrea de Cesaris  | Alfa Romeo      | 73    | + 2 kör            | 18       |          |
| 10       | 23 | Bruno Giacomelli   | Alfa Romeo      | 73    | + 2 kör            | 16       |          |
| 11       | 30 | Mauro Baldi        | Arrows-Ford     | 73    | + 2 kör            | 23       |          |
| 12       | 17 | Rupert Keegan      | March-Ford      | 73    | + 2 kör            | 25       |          |
| 13       | 18 | Raul Boesel        | March-Ford      | 69    | + 6 kör            | 24       |          |
| HN       | 9  | Manfred Winkelhock | ATS-Ford        | 62    | Helyezés nélkül    | 22       |          |
| Kiesett  | 8  | Niki Lauda         | McLaren-Ford    | 53    | Motorhiba          | 13       |          |
| Kiesett  | 33 | Tommy Byrne        | Theodore-Ford   | 39    | Kicsúszás          | 26       |          |
| Kiesett  | 35 | Derek Warwick      | Toleman-Hart    | 32    | Gyújtás            | 10       |          |
| Kiesett  | 11 | Elio de Angelis    | Lotus-Ford      | 28    | Motorhiba          | 20       |          |
| Kiesett  | 28 | Mario Andretti     | Ferrari         | 26    | Felfüggesztés      | 7        |          |
| Kiesett  | 1  | Nelson Piquet      | Brabham-BMW     | 26    | Gyújtás            | 12       |          |
| Kiesett  | 16 | René Arnoux        | Renault         | 20    | Motorhiba          | 2        |          |
| Kiesett  | 2  | Riccardo Patrese   | Brabham-BMW     | 17    | Kuplung            | 5        |          |
| Kiesett  | 12 | Nigel Mansell      | Lotus-Ford      | 8     | Ütközés            | 21       |          |
| Kiesett  | 26 | Jacques Laffite    | Ligier-Matra    | 5     | Gyújtás            | 11       |          |
| NI       | 27 | Patrick Tambay     | Ferrari         | 0     | Vezetői rosszullét | 8        |          |
| NI       | 14 | Roberto Guerrero   | Ensign-Ford     | 0     | Motor              | 15       |          |
| NI       | 31 | Jean-Pierre Jarier | Osella-Cosworth | 0     | Baleset            | 27       |          |
| NK       | 36 | Teo Fabi           | Toleman-Hart    |       |                    |          |          |
| NK       | 10 | Eliseo Salazar     | ATS-Ford        |       |                    |          |          |
| NK       | 20 | Chico Serra        | Fittipaldi-Ford |       |                    |          |          |

## A világbajnokság végeredménye
| H   | Versenyzők       | Pont | H   | Konstruktőrök | Pont |
| --- | ---------------- | ---- | --- | ------------- | ---- |
| 1.  | Keke Rosberg     | 44   | 1.  | Ferrari       | 74   |
| 2.  | Didier Pironi    | 39   | 2.  | McLaren-Ford  | 69   |
| 3.  | John Watson      | 39   | 3.  | Renault       | 62   |
| 4.  | Alain Prost      | 34   | 4.  | Williams-Ford | 58   |
| 5.  | Niki Lauda       | 30   | 5.  | Brabham-BMW   | 41   |
| 6.  | René Arnoux      | 28   | 6.  | Lotus-Ford    | 30   |
| 7.  | Michele Alboreto | 25   | 7.  | Tyrrell-Ford  | 25   |
| 8.  | Patrick Tambay   | 25   | 8.  | Ligier-Matra  | 20   |
| 9.  | Elio de Angelis  | 23   | 9.  | Alfa Romeo    | 7    |
| 10. | Riccardo Patrese | 21   | 10. | Arrows-Ford   | 5    |

(A teljes lista)

## Statisztikák
Vezető helyen:
- Alain Prost: 38 (1 / 15-51)
- René Arnoux: 13 (2-14)
- Michele Alboreto: 24 (52-75)

Michele Alboreto 1. győzelme, 1. leggyorsabb köre, Alain Prost 7. pole-pozíciója.
- Tyrrell 22. győzelme.

Mario Andretti 131., és Derek Daly utolsó versenye.